# Dénes Kemény

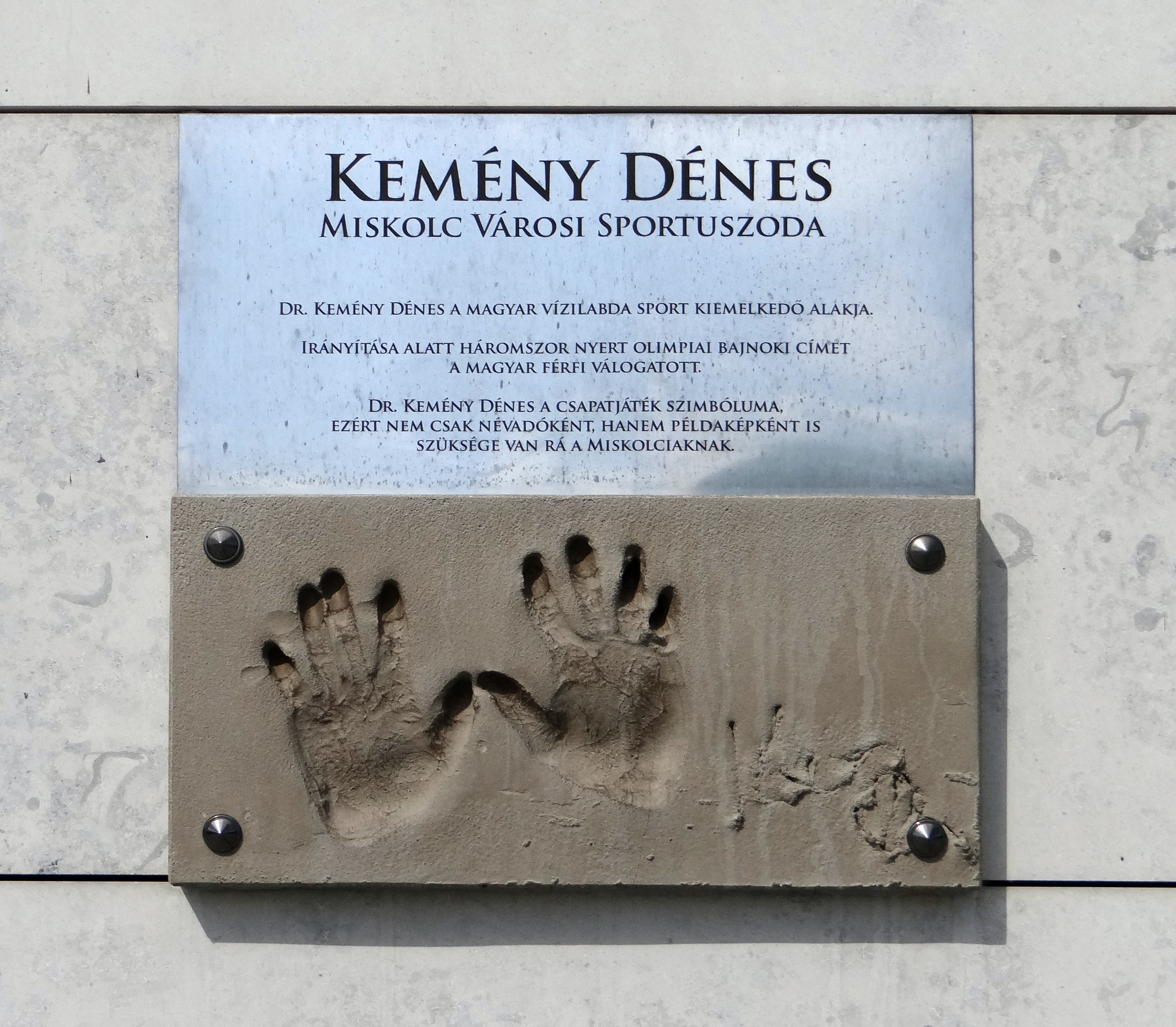
Handabdrücke von Dénes Kemény am nach ihm benannten Schwimmstadion in Miskolc

Dénes Kemény (* 14. Juni 1954 in Budapest) ist ein ehemaliger ungarischer Wasserballspieler und späterer Wasserballtrainer. Als Trainer gewann er mit der ungarischen Nationalmannschaft bei drei Olympischen Spielen und ist einer der erfolgreichsten Wasserballtrainer überhaupt.

## Karriere
Dénes Kemény studierte Tiermedizin an der Semmelweis-Universität und spielte Wasserball in verschiedenen Vereinen. Bei der Sommer-Universiade 1977 in Sofia gewann er mit der ungarischen Mannschaft Silber. Während seiner aktiven Sportlerkarriere absolvierte er 17 internationale Einsätze für sein Land.
Der promovierte Tierarzt spielte am Ende seiner aktiven Karriere in Italien bei Como. Nachdem Kemény eine Ausbildung zum Wasserballtrainer abgeschlossen hatte, begann er seine Trainerkarriere in Como. 1997 kehrte er als Nationaltrainer zurück nach Ungarn und betreute dort bis 2012 die Nationalmannschaft als Trainer, bevor er andere Aufgaben im ungarischen Verband übernahm.
In seiner Zeit als Trainer gewann die ungarische Nationalmannschaft drei olympische Goldmedaillen, 2000, 2004 und 2008; in London 2012 belegte die Mannschaft den fünften Platz. Bei Weltmeisterschaften gewann die ungarische Mannschaft den Titel 2003 und wurde Zweiter 1998, 2005 und 2007. Hinzu kamen bei Europameisterschaften zwei Goldmedaillen 1997 und 1999, eine Silbermedaille 2006 sowie vier Bronzemedaillen 2001, 2003, 2008 und 2012.
Von 1928 bis 1990 hatte die ungarische Nationalmannschaft bei allen Olympischen Spielen eine Medaille erkämpft. Nach dem Olympiaboykott 1984 verfehlte die Mannschaft dreimal die Medaillenränge. Kemény führte die Mannschaft zurück an die Weltspitze. 2011 wurde Dénes Kemény als dritter ungarischer Nationaltrainer nach Béla Komjádi und Béla Rajki in die International Swimming Hall of Fame (ISHOF) aufgenommen.